# Fiódor Tókarev
Fiódor Vassílievitx Tókarev (rus: Фёдор Васи́льевич То́карев ; 2 de juny de 1871 [14 de juny a l'antic calendari rus] - 6 de març de 1968) va ser un dissenyador d'armes rus i diputat del Soviet Suprem de l'URSS des de 1937 fins a 1950.

## Carrera
Fora de l'antiga Unió Soviètica és més conegut com el dissenyador de la pistola de càrrega automàtica Tókarev TT-30 i TT-33 i el rifle de càrrega automàtica Tókarev SVT-38 i SVT-40, tots dos produïts en gran quantitat durant lluitant al front oriental de la Segona Guerra Mundial. Per les seves contribucions al disseny d'armes soviètics, Tókarev va rebre el premi Heroi del Treball Socialista i el Premi Estatal de l'URSS.
També va dissenyar el prototip de la càmera panoràmica FT-1 / ФТ-1 (FT significa: Fotoaparat Tókareva / Фотоаппарат Токарева).

## Cronologia
- 1888 - Admès a l'escola professional militar de Novocherkassk ; 17 anys
- 1892 - Es va graduar com a suboficial cosac i enviat al 12è Regiment de cosacs de Don com a armer-artífic; 21 anys.
- 1896 - Va tornar a Novecherkassk com a mestre instructor d'armes; 25 anys. Sol·licitar l'accés a l'Escola Tècnica Militar.
- 1900 - Es va graduar com a oficial cosac, als 29 anys, i va tornar a la seva antiga unitat, el 12è Regiment de cosacs de Don com a mestre armer.

- 1896 - Va tornar a Novecherkassk com a mestre instructor d'armes; 25 anys. Sol·licitar l'accés a l'Escola Tècnica Militar.
- 1900 - Es va graduar com a oficial cosac, als 29 anys, i va tornar a la seva antiga unitat, el 12è Regiment de cosacs de Don com a mestre armer.

- 1900 - Es va graduar com a oficial cosac, als 29 anys, i va tornar a la seva antiga unitat, el 12è Regiment de cosacs de Don com a mestre armer.

- 1910 - Va presentar la seva versió d'una conversió del rifle Mosin-Nagant Model 1891 d'acció de forrellat a foc semiautomàtic, que mereixia proves oficials, als 39 anys[4]
- 1927 - Disseny del prototip de metralleta Tokarev Model 1927.[4]

- 1940–41 – Defensa l'habilitació en ciències tècniques. Va rebre el premi Heroi del Treball Socialista i el Premi Estatal de l'URSS.[5]

El fill de Tókarev, Nikolai (1899–1972) també es va convertir en un destacat dissenyador d'armes de foc. Va treballar durant diverses dècades a Tula i va dissenyar diverses metralladores i canons antiaeris que van ser utilitzats per l'exèrcit soviètic entre els anys 1930 i 1940.